# Bomba wz. 99 nr 3 typ 3
Bomba wz. 99 nr 3 typ 3 Sangō (dosł. Koral) – japońska bomba przeciwlotnicza zaprojektowana do atakowania w locie bombowców nieprzyjaciela. Była używana bojowo w czasie II wojny światowej.

## Historia
Bomba została zaprojektowana w 1938 i została przyjęta do służby w 1939 (2599 w kalendarzu japońskim, stąd „wz. 99”).
Cylindryczna bomba, która wraz z częścią ogonową, liczyła 693 mm długości, zawierała 144 stalowe kulki wypełnione białym fosforem. Po wyrzuceniu z samolotu, ogonowy zapalnik wiatraczkowy z. 99 nr 3 model 1, uzbrajał bombę która wybuchała w powietrzu rozrzucając w dół zapalające kulki. Kulki były rozrzucane wybuchem umieszczonego w środku bomby ładunkiem materiału wybuchowego Typ 98 lub szimozy. Bomba posiadała dodatkowo uderzeniowy zapalnik głowicowy (wz. 2 model 2 lub wz. 3 model 2). Masa bomby wynosiła 33,7 kg.
Nos bomby malowany był na kolor srebrny, a lotki ogonowe na kolor czerwony.
W 1943 zaprojektowano uproszczony model tej bomby, wz. 3 nr 6 typ 1 model 1.